# Bülent Eralp
Bülent Eralp (* 12. Oktober 1930) ist ein ehemaliger türkischer Fußballspieler, der außerhalb seines Heimatlandes für den FC Bayern München und den SSV Jahn Regensburg zum Einsatz kam.

## Karriere
Eralp kam in der Saison 1952/53 für Galatasaray Istanbul in der İstanbul Profesyonel Ligi in 16 von 18 Punktspielen zum Einsatz, erzielte fünf Tore und wurde mit der Mannschaft Dritter der Meisterschaft. Sein Debüt beim Start der ersten professionellen Liga in der Türkei, an der nur Istanbuler Vereine teilnahmen, gab er am 27. September 1952 (1. Spieltag) beim 1:0-Sieg im Auswärtsspiel gegen Emniyet SK über 90 Minuten; sein erstes Tor erzielte er am 12. Oktober 1952 (3. Spieltag) beim 2:0-Sieg im Heimspiel gegen Beykozspor mit dem Treffer zum 1:0 in der 44. Minute.
Nach Deutschland gelangt, gehörte er dem Kader des FC Bayern München an, für den er von 1957 bis 1959 in der Oberliga Süd, der seinerzeit höchsten deutschen Spielklasse, zum Einsatz kam. In seiner ersten Saison 1957/58 bestritt er zwei Punktspiele am 10. und 22. Spieltag. Er erzielte bei seinem Debüt am 13. Oktober 1957 in der 6. Minute das Tor zum 1:0 beim 6:0-Sieg gegen den BC Augsburg im Stadion an der Grünwalder Straße. In der Folgesaison kam er vom 27. bis 30. Spieltag zum Einsatz und blieb ohne Torerfolg.
In der Saison 1959/60 war er für den SSV Jahn Regensburg in der 2. Oberliga Süd aktiv und belegte am Saisonende mit der Mannschaft den zweiten Tabellenplatz, der den Aufstieg in die Oberliga Süd bedeutete. Doch in dieser spielte er nur eine Saison lang, in der er 22 Punktspiele bestritt und drei Tore erzielte. Mit nur drei Siegen aus 30 Spielen stieg der Verein als Letzter von 16 teilnehmenden Mannschaften in die 2. Oberliga Süd ab.